# 1919 في إسبانيا
فيما يلي قوائم الأحداث التي وقعت خلال عام 1919 في إسبانيا.

## سياسة
- بدء أحداث الثلاثية البلشفية خصوصا في أندلوسيا.

### تعيين في المنصب
- 15 أبريل – أنطونيو مورا President of the Council of Ministers ‏.
- 7 مايو – فرنسيسكو فيدال archbishop of Tarragona  [لغات أخرى]‏.

### انتهاء فترة المنصب
- 15 أبريل – ألفارو دي فيجويرا وتورس President of the Council of Ministers ‏، Minister of State of Spain ‏.
- 20 يوليو – أنطونيو مورا President of the Council of Ministers ‏.

## مواليد

### يناير
- 17 يناير – أنطونيو منجوتيه
- 28 يناير – فيثنتي أسينسي لاعب كرة قدم إسباني.

### أكتوبر
- 20 أكتوبر – برناردو كابو درّاج طريق إسباني.
- 20 أكتوبر – ماريانو مارتن لاعب كرة قدم إسباني.

### ديسمبر
- 4 ديسمبر – خوسيه فيلالونغا لاعب كرة قدم إسباني.
- 5 ديسمبر – دالماثيو لانغاريكا درّاج طريق إسباني.

## وفيات

### يناير
- 1 يناير – بيدرو دورادو مونتيرو (مواليد 1861) قانوني إسباني.

### أبريل
- 23 أبريل – ماري إيزابيل أميرة أورليان (مواليد 1848)

### سبتمبر
- 27 سبتمبر – أديلينا باتي (مواليد 1843)